# Louis Gouffier
 (décembre 2013).
Louis Gouffier, 3e duc de Roannais, marquis de Boisy, comte de Maulévrier, Secondigny, Beaufort, baron de Mirebeau, Gonnord, Oiron, pair de France, né le 25 novembre 1575 et décédé au château d'Oiron le 16 décembre 1642, est un aristocrate français et gouverneur de Poitiers.

## Biographie
Louis est le fils de Gilbert Gouffier, issu de la Famille Gouffier, 2e duc de Roannais et gouverneur d'Amboise, et de Jeanne de Cossé-Secondigny, fille du maréchal de Cossé.
Le 6 juillet 1600, il épouse Claude-Éléonore de Lorraine-Elbeuf (1582-1654), fille du duc d'Elboeuf, avec qui il a :  
- Henri (1605-1639, prédécédé), époux d'Anne-Marie Hennequin du Perray de Cha(u)vigny et père du 4e duc Artus II Gouffier
- Louis († 1671),
- Marie-Marguerite (1612-1677),
- et Charles Gouffier.

Il devient conseiller d'État le 20 février 1614.
Le 15 septembre 1631, il est condamné à mort, accusé d'avoir voulu accueillir le prince de Condé à Poitiers, ville dont il est le capitaine et gouverneur. À la suite de son retour en grâce, la sentence est annulée.
Après la mort de son fils ainé trois avant lui, c'est le fils de ce dernier, Artus III, qui hérite de ses biens après son décès en 1642.

## Sources
- Anselme de Sainte-Marie, Histoire de la Maison Royale de France, et des grands officiers de la Couronne, 1730